# Glogova
Glogova is een Roemeense gemeente in het district Gorj.
Glogova telt 1872 inwoners.